# Nhãn hiệu
Nhãn hiệu hàng hóa hay nhãn hàng được định nghĩa như sau: là những dấu hiệu dùng phân biệt hàng hóa, dịch vụ cùng loại của các cơ sở sản xuất, kinh doanh khác nhau. Nhãn hiệu hàng hóa có thể là từ ngữ, hình ảnh, biểu trưng hoặc sự kết hợp các yếu tố đó được thể hiện bằng một hoặc nhiều màu sắc.
Nhãn hiệu được coi là một loại tài sản vô hình của người hoặc công ty thực hiện hoặc sản xuất và là một trong các đối tượng sở hữu công nghiệp được pháp luật bảo hộ, nhưng tùy theo luật ở mỗi quốc gia, nhãn hiệu cần đăng ký để trở thành thương hiệu được bảo hộ theo luật định (Registered Trademark: "Thương hiệu đã đăng ký" hay là "nhãn hiệu cầu chứng").

## Nội dung
- Nhãn hiệu hàng hóa gắn vào sản phẩm và/hoặc bao bì sản phẩm để phân biệt sản phẩm cùng loại của các cơ sở sản xuất khác nhau
- Nhãn hiệu dịch vụ gắn vào phương tiện dịch vụ để phân biệt dịch vụ cùng loại của các cơ sở kinh doanh, dịch vụ khác nhau.

Nhãn hiệu hàng hóa bao gồm:
Chữ có khả năng phát âm, có nghĩa hoặc không có nghĩa, trình bày dưới dạng chữ viết, chữ in hoặc chữ được viết cách điệu
Hình vẽ, ảnh chụp
Chữ hoặc tập hợp các chữ kết hợp với hình vẽ, ảnh chụp.
Yêu cầu:
Được tạo thành từ một hoặc một số yếu tố độc đáo, dễ nhận biết.
Không trùng hoặc tương tự tới mức gây nhầm lẫn với nhãn hiệu hàng hóa đăng ký của người khác đã nộp đơn đăng ký nhãn hiệu hàng hóa (đơn nhãn hiệu hàng hóa) tại Cục Sở hữu Công nghiệp hoặc đã được cấp Giấy chứng nhận đăng ký thương hiệu.
Không trùng hoặc tương tự với nhãn hiệu hàng hóa được coi là nổi tiếng.
Đăng ký nhãn hiệu hàng hóa, một lĩnh vực mới mẻ, khá trừu tượng đối với nhiều bạn đọc và cơ sở sản xuất, kinh doanh. Tuy nhiên, pháp luật đã có quy định cụ thể, theo Luật Sở hữu trí tuệ (SHTT)  (được Quốc hội khóa XI thông qua ngày 19/06/2009).
Nhãn hiệu hàng hóa là dấu hiệu nhìn thấy được dưới dạng chữ cái hoặc chữ số, từ ngữ, hình ảnh hoặc hình vẽ, hình khối (3 chiều) hoặc sự kết hợp các yếu tố đó; là dấu hiệu dùng để nhận biết hàng hóa hoặc dịch vụ của một cơ sở kinh doanh, giúp phân biệt chúng với hàng hóa hoặc dịch vụ của các cơ sở kinh doanh khác; là dấu hiệu dùng để phân biệt sản phẩm hoặc dịch vụ của các thành viên thuộc một hiệp hội với sản phẩm hoặc dịch vụ của các cơ sở không phải là thành viên của hiệp hội đó.

## Các chức năng chính của nhãn hiệu
• Giúp khách hàng nhận ra sản phẩm (dù là hàng hóa hoặc dịch vụ) của một công ty cụ thể nhằm phân biệt chúng với các sản phẩm trùng hoặc tương tự do các đối thủ cạnh tranh cung cấp. Khách hàng hài lòng với một sản phẩm cụ thể rất có khả năng lại mua hoặc sử dụng sản phẩm đó trong tương lai. Do vậy, họ cần phân biệt được một cách dễ dàng giữa các sản phẩm trùng hoặc tương tự.
• Giúp cho doanh nghiệp phân biệt sản phẩm của họ với sản phẩm của đối thủ cạnh tranh. Do vậy, nhãn hiệu có một vai trò then chốt trong chiến lược quảng cáo và tiếp thị của công ty nhằm xây dựng hình ảnh và uy tín về các sản phẩm của công ty trong mắt người tiêu dùng.
• Tạo động lực cho các công ty ₫ầu tư vào việc duy trì hoặc nâng cao chất lượng sản phẩm nhằm bảo đảm rằng sản phẩm mang nhãn hiệu có uy tín tốt.

## Phân loại nhãn hiệu[2]
Có rất nhiều cách để phân loại nhãn hiệu, có thể dựa theo yếu tố cấu thành để chia thành nhãn hiệu chữ, nhãn hiệu hình (hay còn gọi là logo) hoặc nhãn hiệu kết hợp.
Tuy nhiên, hiện nay để đơn giản về mặt quản lý và thủ tục đăng ký nhãn hiệu độc quyền thì nhãn hiệu được chia làm năm (05) loại chính sau đây:
+ Nhãn hiệu tập thể: Được hiểu là dấu hiệu dùng để phân biệt sản phẩm/dịch vụ của các thành viên của tổ chức sở hữu nhãn hiệu với những cá nhân, doanh nghiệp khác không phải thành viên của tổ chức.
+ Nhãn hiệu chứng nhận: là nhãn hiệu dùng để chứng nhận rằng sản phẩm/dịch vụ mang nhãn hiệu đảm bảo các đặc tính, nguyên liệu, xuất xứ, vật liệu, chất lượng, độ chính xác....đã được đăng ký xác lập từ trước do một tổ chức có chức năng chứng nhận sở hữu và quyết định việc cho phép sử dụng.
+ Nhãn hiệu liên kết: Là các nhãn hiệu đáp ứng đủ các tiêu chí: Cùng một chủ sở hữu đăng ký, trùng hoặc tương tự nhau dùng cho các sản phẩm/dịch vụ cùng loại hoặc tương tự nhau có liên quan tới nhau
+ Nhãn hiệu nổi tiếng: một nhãn hiệu được coi là nổi tiếng khi đáp ứng Điều 75 Luật sở hữu trí tuệ Việt Nam theo đó nhãn hiệu cần có số lượng tiêu dùng lớn, phạm vi lãnh thổ, doanh số bán hàng, thời gian sử dụng, uy tín của nhãn hiệu, số lượng quốc gia đã bảo hộ....
+ Nhãn hiệu có chứa dấu hiệu địa lý: Đây là một dạng nhãn hiệu đặc biệt, trong đó nhãn hiệu bao gồm một yếu tố địa lý (tên Huyện, Tỉnh, Khu vực)
Nhãn hiệu có chứa dấu hiệu địa lý có thể là nhãn hiệu thông thường (không bảo hộ phần tên địa danh) hoặc nhãn hiệu tập thể, nhãn hiệu chứng nhận hoặc chỉ dẫn địa lý.
+ Nhãn hiệu thông thường: Là nhãn hiệu không thuộc các trường hợp đặc biệt nêu trên.

## Đăng ký nhãn hiệu như thế nào?

### Người nộp đơn
Đầu tiên, bạn phải gửi hoặc trực tiếp nộp đơn đăng ký nhãn hiệu đã được khai đầy đủ theo mẫu và nộp một khoản phí theo quy định. Đơn phải bao gồm:
• Địa chỉ liên lạc của công ty bạn;
• Mẫu nhãn hiệu (theo định dạng cụ thể được yêu cầu);
• Một bản mô tả về hàng hoá và dịch vụ và/hoặc (các) nhóm nhãn hiệu mà doanh nghiệp
muốn được bảo hộ.
Cần lưu ý rằng một số cơ quan nhãn hiệu (ví dụ, của Hoa Kỳ và Canađa) yêu cầu đệ trình bằng chứng sử dụng hoặc một tuyên bố rằng công ty bạn có ý định sử dụng nhãn hiệu cho những mục đích ghi trong đơn đăng ký. Cơ quan nhãn hiệu có liên quan sẽ cung cấp cho bạn các thông tin chính xác hơn trong quá trình xử lý đơn.

### Cơ quan nhãn hiệu
Các công việc do các cơ quan nhãn hiệu của các nước khác nhau thực hiện để đăng ký nhãn hiệu của bạn là rất khác nhau về chi tiết, nhưng nhìn chung là tuân theo quy trình sau:
1. Thẩm định hình thức: Cơ quan nhãn hiệu kiểm tra đơn đăng ký để bảo đảm rằng đơn tuân thủ các yêu cầu hoặc thủ tục hành chính, ví dụ, kiểm tra xem phí đã được nộp chưa và đơn đã được khai đầy đủ chưa.
2. Thẩm định nội dung: Ở một số nước, cơ quan nhãn hiệu tiến hành thẩm định nội dung đơn để kiểm tra xem đơn có tuân thủ các yêu cầu về nội dung hay không, ví dụ, dấu hiệu được đăng ký có thuộc đối tượng bị loại trừ do luật nhãn hiệu quy định hay không và nhãn hiệu có xung đột với nhãn hiệu đã được đăng ký trước về (các) nhóm có liên quan hay không.
3. Công bố và phản đối: Ở nhiều nước, nhãn hiệu được công bố trên công báo chính thức để cho phép bên thứ ba phản đối việc đăng ký nhãn hiệu trong một thời hạn nhất định. Ở một số ít các nước khác, nhãn hiệu chỉ được công bố khi đã được đăng ký, nhưng có một thời hạn nhất định sau đó cho phép việc khiếu nại yêu cầu huỷ bỏ đăng ký.
4. Đăng ký: Khi đã xác định được rằng không có cơ sở để từ chối thì nhãn hiệu sẽ được đăng ký và Giấy chứng nhận đăng ký nhãn hiệu sẽ được cấp và thường có hiệu lực trong 10 năm.
5. Gia hạn: Nhãn hiệu có thể được gia hạn nhiều lần bằng việc nộp một khoản phí quy định, tuy nhiên đăng ký có thể bị huỷ bỏ toàn bộ hoặc đối với hàng hoá hoặc dịch vụ nhất định.

## Văn bản pháp luật:
- Luật sở hữu trí tuệ 2005
- Luật sở hữu trí tuệ sửa đổi 2009
- Văn bản hợp nhất 19/VBHN-VPQH năm 2013 hợp nhất Luật sở hữu trí tuệ do Văn phòng Quốc hội ban hành
- Văn bản hợp nhất 07/VBHN-VPQH năm 2019 hợp nhất Luật Sở hữu trí tuệ do Văn phòng Quốc hội ban hành
- Thương hiệu
- Logo/Biểu trưng
- Kiểu dáng công nghiệp
- Sáng chế
- Sở hữu trí tuệ
- Luật sở hữu trí tuệ Việt Nam